# لیو گنگ
لیو گنگ (انگلیسی: Liu Gang؛ زادهٔ ۳۰ ژانویهٔ ۱۹۶۱) یک دانشمند اهل جمهوری خلق چین است.